# XLVIII periodo legislativo del Congreso Nacional de Chile
El XLVIII Período Legislativo del Congreso Nacional de Chile corresponde a la legislatura del Congreso Nacional, tras las elecciones parlamentarias de 1989, que estuvo conformado por los senadores y los diputados miembros de sus respectivas cámaras, que se inició el día 11 de marzo de 1990 y concluyó el 11 de marzo de 1994.
En el proceso electoral de 1989, el primero en que se utilizó como mecanismo de elección el sistema binominal, los senadores fueron elegidos en una fórmula doble, debido a que la Constitución de 1980 estableció que el Senado debía renovarse por mitades en cada elección, por lo que las regiones pares y la Región Metropolitana eligieron senadores por un periodo de ocho años (los cuales, también, desempeñaron sus cargos en el siguiente período legislativo), mientras que las regiones impares por un periodo de cuatro (por lo que ejercieron sus cargos únicamente en este período legislativo). Los diputados fueron elegidos, conforme a la normativa constitucional permanente, para un periodo de cuatro años.
Este fue el primer período legislativo regular desde 1973, ya producto del Golpe de Estado del 11 de septiembre de ese año, la Junta Militar de Gobierno, presidida por Augusto Pinochet, en una de sus primeras medidas había decidido disolver el Congreso Nacional, y durante la dictadura militar el poder legislativo fue ejercido por la referida Junta de Gobierno. En consecuencia, constituye uno de los hitos del retorno a la democracia. 
Además fue el primer período legislativo en que diputados y senadores ocuparon el actual edificio del Congreso Nacional, ubicado en la ciudad de Valparaíso.
La Concertación, a pesar de contar con una amplia mayoría en la Cámara de Diputados (72 de 120 diputados) y obtener la mayoría de los senadores elegidos en forma democrática (22 sobre 38), no pudo imponer una agenda legislativa, debido a la presencia de 9 senadores designados (quedando en minoría, con 22 del total de 47), lo cual llevó al gobierno de Patricio Aylwin a conversaciones con Renovación Nacional para reformar la Constitución de 1980, que resultaron infructuosas.
De esta forma para modificar las leyes de cuórum calificado el gobierno necesitaba los votos de 61 diputados y 23 senadores; para modificar las leyes orgánicas constitucionales necesitaba el apoyo de 4/7 del Congreso (68 diputados y 27 senadores), para realizar una reforma constitucional requería de los 3/5 del Congreso (72 diputados y 28 senadores), y finalmente para reformar el capítulo de la Constitución sobre las "Bases de Institucionalidad" se debía disponer de 2/3 del Congreso (80 diputados y 31 senadores).

## Senado de la República
Veinte miembros del Senado de la República fueron elegidos para un período de ocho años y 18 por un período de cuatro años, dando un total de 38 senadores que fueron elegidos mediante voto directo por cada una de las circunscripciones electorales del país.
La composición del Senado en el XLVII Período Legislativo fue el siguiente:
| Región        | Circunscripción | Senadores                                          | Partido     | Región       | Circunscripción | Senadores                                          | Partido       |
| ------------- | --------------- | -------------------------------------------------- | ----------- | ------------ | --------------- | -------------------------------------------------- | ------------- |
| Tarapacá      | 1               | Humberto Palza Corvacho Julio Lagos Cosgrove       | DC RN       | Maule        | 11              | Sergio Onofre Jarpa Reyes Mario Papi Beyer         | RN IND-SDCH   |
| Antofagasta   | 2               | Carmen Frei Ruiz-Tagle Arturo Alessandri Besa      | DC IND-DyP  | Bío-Bío      | 12              | Arturo Frei Bolívar Eugenio Cantuarias Larrondo    | DC UDI        |
| Atacama       | 3               | Ricardo Núñez Muñoz Ignacio Pérez Walker           | PPD RN      | Bío-Bío      | 13              | Mariano Ruiz-Esquide Jara Mario Ríos Santander     | DC RN         |
| Coquimbo      | 4               | Ricardo Hormazábal Sánchez Alberto Cooper Valencia | DC IND-RN   | La Araucanía | 14              | Ricardo Navarrete Betanzo Francisco Prat Alemparte | PR RN         |
| Valparaíso    | 5               | Carlos González Márquez Sergio Romero Pizarro      | PR IND-RN   | La Araucanía | 15              | Jorge Lavandero Illanes Sergio Diez Urzúa          | DC RN         |
| Valparaíso    | 6               | Laura Soto González Beltrán Urenda Zegers          | PPD IND-UDI | Los Lagos    | 16              | Gabriel Valdés Subercaseaux Enrique Larre Asenjo   | DC IND-RN     |
| Metropolitana | 7               | Andrés Zaldívar Larraín Jaime Guzmán Errázuriz     | DC UDI      | Los Lagos    | 17              | Bruno Siebert Held Sergio Páez Verdugo             | IND-UDI DC    |
| Metropolitana | 8               | Eduardo Frei Ruiz-Tagle Sebastián Piñera Echenique | DC IND-RN   | Aysén        | 18              | Hernán Vodanovic Schnake Hugo Ortiz de Filippi     | PPD RN        |
| O'Higgins     | 9               | Nicolás Díaz Sánchez Anselmo Sule Candia           | DC IND-PRSD | Magallanes   | 19              | José Ruiz de Giorgio Rolando Calderón Aranguíz     | DC PS-Almeyda |
| Maule         | 10              | Máximo Pacheco Gómez Jaime Gazmuri Mujica          | DC PPD      |              |                 |                                                    |               |

Debido a la nueva Constitución Política, el Senado de Chile estuvo compuesto a partir de este periodo legislativo además por 9 legisladores que eran designados, los llamados "senadores designados".
| Institución                         | Senador                    | Partido |
| ----------------------------------- | -------------------------- | ------- |
| Corte Suprema de Chile              | Ricardo Martin Díaz        | IND     |
| Corte Suprema de Chile              | Carlos Letelier Bobadilla  | IND     |
| Ejército de Chile                   | Santiago Sinclair Oyaneder | IND     |
| Armada de Chile                     | Ronald Mc-Intyre Mendoza   | IND     |
| Fuerza Aérea de Chile               | César Ruiz Danyau          | IND     |
| Carabineros de Chile                | Vicente Huerta Celis       | IND     |
| Contraloría General de la República | Olga Feliú Segovia         | IND     |
| Rectoría de la Universidad de Chile | William Thayer Arteaga     | RN      |
| Ministro de Estado                  | Sergio Fernández Fernández | IND-UDI |

### Presidentes del Senado
| Inicio              | Término             | Presidente | Presidente                        | Partido | Partido |
| ------------------- | ------------------- | ---------- | --------------------------------- | ------- | ------- |
| 11 de marzo de 1990 | 11 de marzo de 1990 |            | Ricardo Martin Díaz (provisional) |         | Ind     |
| 11 de marzo de 1990 | 11 de marzo de 1994 |            | Gabriel Valdés Subercaseaux       |         | PDC     |

## Cámara de Diputados
Debido a la nueva Constitución Política, la Cámara de Diputados estuvo compuesta a partir de esta legislatura por 120 legisladores electos para un periodo de 4 años y reelegibles para el periodo inmediato. Los 120 diputados fueron elegidos mediante voto directo por cada uno de los distritos electorales del país.
La composición de la Cámara de Diputados en el XLVII Período Legislativo fue la siguiente:
| Región        | Distrito | Diputado                                               | Partido       | Región        | Distrito | Diputado                                                  | Partido     |
| ------------- | -------- | ------------------------------------------------------ | ------------- | ------------- | -------- | --------------------------------------------------------- | ----------- |
| Tarapacá      | 1        | Carlos Valcarce Medina Luis Leblanc Valenzuela         | RN DC         | Metropolitana | 31       | Vicente Sota Barros Juan Antonio Coloma Correa            | PPD UDI     |
| Tarapacá      | 2        | Vladislav Kuzmicic Calderón Ramón Pérez Opazo          | PPD RN        | O'Higgins     | 32       | Héctor Olivares Solís Federico Mekis Martínez             | IND_PPD RN  |
| Antofagasta   | 3        | Nicanor de la Cruz Araya Carlos Cantero Ojeda          | INDPPD RN     | O'Higgins     | 33       | Juan Pablo Letelier Morel Andrés Chadwick Piñera          | PAIS UDI    |
| Antofagasta   | 4        | Felipe Valenzuela Herrera Rubén Gajardo Chacón         | PPD DC        | O'Higgins     | 34       | Hugo Rodríguez Guerrero Juan Masferrer Pellizari          | DC UDI      |
| Atacama       | 5        | Sergio Pizarro Mackay Carlos Vilches Guzmán            | DC RN         | O'Higgins     | 35       | Juan Carlos Latorre Carmona José María Hurtado Ruiz-Tagle | DC RN       |
| Atacama       | 6        | Armando Arancibia Calderón Baldo Prokurica Prokurica   | PPD RN        | Maule         | 36       | Gustavo Ramírez Vergara Sergio Correa De La Cerda         | DC UDI      |
| Coquimbo      | 7        | Joaquín Palma Irarrázaval Eugenio Munizaga Rodríguez   | DC RN         | Maule         | 37       | Eugenio Ortega Riquelme Sergio Aguiló Melo                | DC IC       |
| Coquimbo      | 8        | Jorge Pizarro Soto Jorge Morales Adriasola             | DC RN         | Maule         | 38       | Jaime Campos Quiroga Pedro Álvarez-Salamanca Büchi        | PR RN       |
| Coquimbo      | 9        | Julio Rojos Astorga Víctor Manuel Rebolledo González   | DC PPD        | Maule         | 39       | Jaime Naranjo Ortiz Luis Navarrete Carvacho               | IC UDI      |
| Valparaíso    | 10       | Eduardo Cerda García Federico Ringeling Hunger         | DC RN         | Maule         | 40       | Manuel Matta Aragay Alfonso Rodríguez Del Río             | DC RN       |
| Valparaíso    | 11       | Sergio Jara Catalán Claudio Rodríguez Cataldo          | DC RN         | Bío-Bío       | 41       | Isidoro Tohá González Pedro Guzmán Álvarez                | PPD UDI     |
| Valparaíso    | 12       | Jorge Molina Valdivieso Arturo Longton Guerrero        | PPD RN        | Bío-Bío       | 42       | Hosaín Sabag Castillo Hugo Álamos Vásquez                 | IND RN      |
| Valparaíso    | 13       | Aldo Cornejo González Francisco Bartolucci Johnston    | DC UDI        | Bío-Bío       | 43       | Víctor Jeame Barrueto Jorge Ulloa Aguillón                | PPD UDI     |
| Valparaíso    | 14       | Gustavo Cardemil Alfaro Raúl Urrutia Ávila             | DC RN         | Bío-Bío       | 44       | José Miguel Ortiz Novoa José Antonio Viera Gallo          | DC PPD      |
| Valparaíso    | 15       | Sergio Velasco De La Cerda Akin Soto Morales           | DC PPD        | Bío-Bío       | 45       | Edmundo Salas De La Fuente Juan Martínez Sepúlveda        | DC PAIS     |
| Metropolitana | 16       | Adriana Muñoz D'Albora Patricio Melero Abaroa          | PPD UDI       | Bío-Bío       | 46       | Claudio Huepe García Jaime Rocha Manrique                 | DC PR       |
| Metropolitana | 17       | Ramón Elizalde Hevia María Maluenda Campos             | DC PPD        | Bío-Bío       | 47       | Víctor Pérez Varela Octavio Jara Wolff                    | UDI PPD     |
| Metropolitana | 18       | Hernán Bosselin Correa Andrés Sotomayor Mardones       | DC RN         | La Araucanía  | 48       | Edmundo Villouta Concha Francisco Bayo Veloso             | DC RN       |
| Metropolitana | 19       | Mario Hamuy Berr Cristián Leay Morán                   | DC UDI        | La Araucanía  | 49       | Roberto Muñoz Barra José Antonio Galilea Vidaurre         | IND-SDCH RN |
| Metropolitana | 20       | Carlos Dupré Silva Ángel Fantuzzi Hernández            | DC RN         | La Araucanía  | 50       | Francisco Huenchumilla Jaramillo José García Ruminot      | DC RN       |
| Metropolitana | 21       | Alberto Espina Otero Gutenberg Martínez Ocamina        | RN DC         | La Araucanía  | 51       | José Peña Meza Teodoro Ribera Neumann                     | PR RN       |
| Metropolitana | 22       | Carlos Bombal Otaegui Jorge Schaulsohn Brodsky         | UDI PPD       | La Araucanía  | 52       | Mario Acuña Cisternas René Manuel García García           | DC RN       |
| Metropolitana | 23       | Evelyn Matthei Fornet Eliana Caraball Martínez         | RN DC         | Los Lagos     | 53       | Juan Concha Urbina Juan Enrique Taladriz García           | DC RN       |
| Metropolitana | 24       | María Angélica Cristi Marfil Laura Rodríguez Riccomini | RN PH         | Los Lagos     | 54       | Carls Caminondo Sáez Mario Devaud Ojeda                   | RN PR       |
| Metropolitana | 25       | Andrés Palma Irarrázaval Jaime Orpis Bouchón           | DC UDI        | Los Lagos     | 55       | Sergio Ojeda Uribe Marina Prochelle Aguilar               | DC RN       |
| Metropolitana | 26       | Carlos Montes Cisternas Gustavo Alessandri Balmaceda   | PPD RN        | Los Lagos     | 56       | Víctor Reyes Alvarado Carlos Recondo Lavanderos           | DC UDI      |
| Metropolitana | 27       | Hernán Rojo Avendaño Camilo Escalona Medina            | DC PS-Almeyda | Los Lagos     | 57       | Sergio Elgueta Barrientos Carlos Kuschel Silva            | DC RN       |
| Metropolitana | 28       | Rodolfo Seguel Molina Mario Palestro Rojas             | DC PS-Almeyda | Los Lagos     | 58       | Dionisio Faulbaum Mayorga Juan Alberto Pérez Muñoz        | PR RN       |
| Metropolitana | 29       | Guillermo Yunge Bustamante Jaime Estévez Valencia      | DC PPD        | Aysén         | 59       | Antonio Horvath Kiss Baldemar Carrasco Muñoz              | IND-DyP DC  |
| Metropolitana | 30       | Andrés Aylwin Azócar Pablo Longueira Montes            | DC UDI        | Magallanes    | 60       | Milenko Vilicic Karnincic Carlos Smok Úbeda               | INDLA PPD   |

### Presidentes de la Cámara de Diputados
| Inicio              | Término             | Presidente | Presidente                       | Partido | Partido |
| ------------------- | ------------------- | ---------- | -------------------------------- | ------- | ------- |
| 11 de marzo de 1990 | 21 de julio de 1993 |            | José Antonio Viera-Gallo Quesney |         | PPD     |
| 21 de julio de 1993 | 11 de marzo de 1994 |            | Jorge Molina Valdivieso          |         | PPD     |